# Гребля Єсик (верхня)
Гребля Єсик (верхня) – селезахисна споруда на півдні Казахстану.
В 1963 році на північному схилі Заілійського Алатау в сточищі річки Єсик стався катастрофічний сель, який призвів до прориву та зникнення озера Єсик. Наприкінці століття останнє відновили за допомогою насипної греблі, крім того, до кінця 1980-х вище по течії від озера Єсик звели ще одну селезахисну споруду. Вона виконана як наскрізна (така, що дозволяє потоку проходити через тіло греблі) споруда із залізобетонних стрижнів та дещо нагадує бджолині соти. Така конструкція має за мету передусім затримати каміння, яке несе з собою сель.
Гребля має висоту 13 (за іншими даними – 18) метрів, довжину 118 метрів та ширину по основі 33 метра. Ємність її селесховища оцінюється у 1,5 млн м3.